# Krużlowa Wyżna
Krużlowa Wyżna is een plaats in het Poolse district Nowosądecki, woiwodschap Klein-Polen. De plaats maakt deel uit van de gemeente Grybów en telt 1440 inwoners.